# Luuk Gruwez
Luuk Gruwez (Kortrijk, 9 augustus 1953) is een Vlaams dichter, prozaïst en essayist.

## Levensloop
Hij volgde het middelbaar onderwijs in het Damiaancollege en Germaanse filologie aan de KULAK, telkens te Kortrijk. Hij wordt licentiaat in de Germaanse talen aan de K.U.Leuven.
In 1976 verruilt hij het West-Vlaamse Kortrijk voor Hasselt. Daar verdient hij als leraar de kost tot aan zijn loopbaanonderbreking in 1995 naar aanleiding van het verwerven van een schrijversbeurs.
Hij was voortaan fulltime-schrijver met dichtbundels en proza en daarnaast columns, eerst wekelijks in De Standaard, vanaf 2001 tot 2003 maandelijks in De Morgen.
Gruwez' werk wordt weleens tot de neoromantiek gerekend, een stroming die als reactie op het nieuw-realisme van de jaren 60 weer aandacht opeiste voor de grote gevoelens omtrent leven, liefde, ziekte, vergankelijkheid en dood. Bij Luuk Gruwez gaat deze vorm van romantiek altijd gepaard met een flinke portie (zelf)ironie.
In zijn latere poëzie valt op dat de onderwerpkeuze breder wordt en de vorm verhalender.
Nog in 2009 neemt hij het gedichtendagessay voor zijn rekening met Pizza, peperkoek & andere geheimen.

## Publicaties
- Stofzuigergedichten (1973), debuut
- Ach, wat zacht geliefkoos om een mild verdriet (1977), poëzie
- Een huis om dakloos in te zijn (1981), poëzie
- De feestelijke verliezer (1985), poëzie (bekroond met de Dirk Martensprijs)
- Dikke mensen (1990), poëzie (bekroond met de Prijs van de Vlaamse poëziedagen)
- Onder vier ogen en Siamees dagboek, proza (1992) samen met Eriek Verpale
- Het bal van opa Bing (1994), proza (Geertjan Lubberhuizenprijs 1994)
- Vuile manieren (1994), poëzie (bekroond met de Hugues C. Pernath-prijs 1995)
- Bandeloze gedichten (1996), bloemlezing uit zijn poëzie
- Het land van de wangen (1998), brieven
- Slechte gedachten (1999), columns
- Dieven en geliefden (2000), poëzie
- De maand van Marie. Vier vrouwenvertellingen (2002), proza
- Een stenen moeder (2004), columns
- Allemansgek, incl. CD (2005), poëzie
- Psilo (2007), verhalen
- Lagerwal (2008), poëzie
- Garderobe (2010), bloemlezing uit zijn poëzie
- Cosas perdidas (2010), poëzie
- Krombeke Retour/ Deerlijk Retour (2011), verhalen
- Wijvenheide (2012), poëzie
- De eindelozen (2015), poëzie
- Garderobe (2015), een keuze uit zijn poëzie
- Ik wil de hemel en ik wil de straat. Poëzie en trawanten (2016), essays, brieven en verhalen
- Bakermat (2018), poëzie
- Het land van de handen (2020), proza
- Balts (2023), poëzie

## Eerbetoon
- Sedert 2003 is Luuk Gruwez - net als Dirk Baert, Yves Benoit, Hector Deprez, Niels Destadsbader en Stijn Devolder - ereburger van de gemeente Deerlijk.[1]
- In 2009 kreeg hij van het publiek de Herman de Coninckprijs voor zijn gedicht 'Moeders'. Als erkenning hiervoor krijgt Gruwez op 11 juli 2010 de culturele trofee van de gemeente Deerlijk, alwaar hij zijn jeugd doorbracht. Tuur Florizoone en Jessa Wildemeersch zetten de genomineerde gedichten op muziek.
- Luuk Gruwez ontving in 2017 de Prijs van de Vereniging van West-Vlaamse Schrijvers.
- In 2022 werd te Deerlijk aan het ouderlijke huis van de dichter in de Hoogstraat een gedenkplaat onthuld.[2]